# The Pains of Growing
The Pains of Growing é o segundo álbum de estúdio da cantora canadense Alessia Cara, lançado em 30 de novembro de 2018, pela Def Jam Recordings. Suas canções foram escritas principalmente pela própria Cara, com os produtores Pop & Oak. Musicalmente. The Pains of Growing é um disco de "chegando à idade", inspirado em três anos de vida da cantora que levou ao seu lançamento. Os críticos descreveram o som do álbum como a "irmã mais velha do pop", e elogiaram a capacidade de compor de Cara.

## Background e lançamento
De acordo com Alessia, The Pains of Growing explora "as nuances e a mentalidade de como é envelhecer na adolescência", como ela tinha 21 anos durante a composição e gravação do album.  Ela acrescentou que o álbum é "um pouco mais maduro e um pouco mais coeso. Parece mais um álbum completo. E então conceitualmente, sei que já o toquei antes, mas apenas experiências de vida e muito mais transparência ".  Steven J. Horowitz, da Billboard, chamou o álbum de "um corpo de trabalho mais maduro e pronto para rádio".  De dezembro de 2018 a janeiro de 2019, Alessia divulgou vídeos em seu canal do YouTube como parte de uma série chamada "The Making Of: The Pains of Growing", nos vídeos ela reúne uma coleção de bastidores da composição e gravação de suas músicas, dando aos fãs uma amostra de como as músicas foram construídas, ela criou vídeos para sete músicas do seu álbum: "All We Know", "I Don't Want To", "Trust My Lonely", "Wherever I Live", "7 days", "Not Today" e "Growing Pains". 

## Divulgação
A primeira performance de Alessia foi cantando Growing Pains no programa The Tonight Show Starring Jimmy Fallon , em 18 de junho de 2018. «Alessia Cara Performs 'Growing Pains,' Talks Pranking Her Crew on 'Tonight Show': Watch». Billboard</ref> A cantora apresentou parte do album The Pains of Growing em uma reunião de lançamento em um estúdio de Los Angeles em junho de 2018.  Ela lançou "A Little More" como single promocional em 11 de julho  e também apresentou Growing Pains" no The Late Show com Stephen Colbert no mesmo dia.  Growing Pains também foi apresentada durante o festival MMVAs do iHeartRadio 2018 .   A canção Trust My Lonely foi apresentada ao vivo durante o MTV Europe Music Awards de 2018 e Out of Love no The Tonight Show, estrelado por Jimmy Fallon .   Cara compartilhou a capa do album e a lista de faixas no Twitter no dia 26 de outubro do mesmo ano. 
No dia 11 de maio de 2019, Cara iniciou a turnê The Pains of Growing, em Ottawa, Ontário. Ela também foi a responsável por abrir a turnê de Shawn Mendes durante as datas americana e canadenses. 

## Singles
Growing Pains, o principal single do álbum, foi lançado em 15 de junho de 2018 e transmitido para as rádios no dia 25 de junho de 2018. A música atingiu o número 36 no Canadá, número 65 nos Estados Unidos e número 87 na Austrália. O segundo single, Trust My Lonely, foi lançado em 5 de outubro de 2018 e Out of Love foi lançada nas rádios dos EUA em 29 de janeiro de 2019, como o terceiro single do álbum.   

## Recepção e crítica
| Críticas profissionais | Críticas profissionais |
| Pontuações agregadas   | Pontuações agregadas   |
| Fonte                  | Avaliação              |
| ---------------------- | ---------------------- |
| Metacritic             | 72/100                 |
| Avaliações da crítica  |                        |
| Fonte                  | Avaliação              |
| AllMusic               | [ 13 ]                 |
| Exclaim!               | [ 14 ]                 |
| The Guardian           | [ 15 ]                 |
| The Line of Best Fit   | [ 16 ]                 |
| NME                    | [ 2 ]                  |
| The Observer           | [ 17 ]                 |
| Rolling Stone          | [ 18 ]                 |

Após o seu lançamento, The Pains of Growing recebeu críticas em maior parte favoráveis dos críticos de música. No site  de críticas Metacritic, o álbum tem uma pontuação de 72/100, com base em 13 críticas.  Rob Sheffield, escreveu para a Rolling Stone, premiou o álbum com 4 de 5 estrelas, elogiando as composições e os vocais de Cara e notando seu crescimento desde seu álbum anterior; Sheffield termina sua crítica comentando que "durante o album inteiro a cantora possui um estilo próprio".  Da mesma forma, a NME deu ao álbum 4 estrelas em cinco e elogiou "The Girl Next Door" como "a música mais reveladora" do álbum, chamando o álbum de "impressionante e vitoriosamente autêntico".  
Alguns críticos foram mais confusos em suas avaliações do álbum. Ben Beaumont-Thomas, escrevendo para o The Guardian, criticou "algumas produções do album parecem mais uma forma de atingir um público específico" e também considerou a letra uma "misturada", mas elogiou 7 Days e A Little More como "muito mais tocantes". " Ele deu ao álbum 3 estrelas de 5.  O crítico do site Pitchfork, Jayson Greene, avaliou o álbum 6,8 de 10; ele opinou que "algumas músicas parecem dever de casa feitas para tentar fazer uma música melhor".  No entanto, ele também escreveu que, diferentemente de seu antecessor, o álbum "tem o tom de um projeto feito com amor e devoção" e destacou as canções Not Today, Trust Today, Trust My Lonely, Nintendo Game", Whereever I Live e Girl Next Door como destaques.  Na resenha do AllMusic, Andy Kellman comparou o álbum ao lançamento anterior de Cara, afirmando que "The Pains of Growing é consequentemente mais fragmentado e menos consistente do que o Know-It-All, mas Cara aproveita ao máximo, geralmente escrevendo um pouco de maneira mais sábia e nítida da mesma perspectiva introvertida de alguém. "

## Desempenho comercial
No Canadá, The Pains of Growing estreou no número 21 na parada  canadense de álbuns da Billboard em 15 de dezembro de 2018.  Na Billboard 200 dos EUA,  o álbum estreou na 71° posição no dia 15 de dezembro de 2018.  Em outros lugares, alcançou o número 165 na tabela Bélgica Ultratop, alcançou número 76 na Austrália e número 78 na tabela de álbuns holandeses.  

## Lista de faixas
| N.º            | Título                    | Compositor(es)                                               | Produtores(s)                            | Duração |  |
| 1.             | "Growing Pains"           | Alessia Cara Pop & Oak Warren "Oak" Felder                   | Pop & Oak                                | 3:13    |  |
| 2.             | "Not Today"               | Alessia Cara                                                 | Jon Levine                               | 2:36    |  |
| 3.             | "I Don't Want To"         | Alessia Cara                                                 | Alessia Cara                             | 2:42    |  |
| 4.             | "7 Days"                  | Alessia Cara Wansel Felder                                   | Pop & Oak                                | 3:28    |  |
| 5.             | "Trust My Lonely"         | Alessia Cara Wansel Felder                                   | Pop & Oak                                | 3:19    |  |
| 6.             | "Wherever I Live"         | Alessia Cara                                                 | Ricky Reed                               | 3:05    |  |
| 7.             | "All We Know"             | Alessia Cara Wansel Felder Trevor Brown William Simmons      | Pop & Oak Trevorious Zaire Koalo         | 3:23    |  |
| 8.             | "A Little More"           | Alessia Cara                                                 | Alessia Cara                             | 2:26    |  |
| 9.             | "Comfortable"             | Alessia Cara Ernest Wilson Steve Wyreman Nathaniel Mercureau | No I.D. Steve Wyreman                    | 4:17    |  |
| 10.            | "Nintendo Game"           | Alessia Cara Kaleb Rollins Marc Soto                         | ClickNPress                              | 2:41    |  |
| 11.            | "Out of Love"             | Alessia Cara Richard Nowels Jr.                              | Rick Nowels Dean Reid                    | 3:47    |  |
| 12.            | "Girl Next Door"          | Alessia Cara Rollins Soto                                    | ClickNPress                              | 3:22    |  |
| 13.            | "My Kind"                 | Alessia Cara Mercureau                                       | Reed Nate Mercereau                      | 3:01    |  |
| 14.            | "Easier Said"             | Alessia Cara Wansel Felder Brown Simmons                     | Pop & Oak Trevorious [a] Zaire Koalo [a] | 3:25    |  |
| 15.            | "Growing Pains (Reprise)" | Alessia Cara                                                 | Alessia Cara                             | 0:59    |  |
| Duração total: | Duração total:            | Duração total:                                               | Duração total:                           | 45:44   |  |

### Versão Target com faixa bônus
| N.º | Título                                                             | Compositor(es) | Produtores(s) | Duração |  |
| 16. | "Growing Pains" (Acoustic)                                         |                |               | 3:14    |  |
| 17. | "Growing Pains" (BRAVVO Remix)                                     |                |               | 3:43    |  |
| 18. | "Growing Pains" (Locals Only Sound Remix) (featuring Curtis Smith) |                |               | 3:14    |  |
| 19. | "Trust My Lonely" (Frank Walker Remix)                             |                |               | 3:06    |  |
| 20. | "Trust My Lonely" (Rain or Shine Remix)                            |                |               | 4:35    |  |

### Versão Japonesa
| N.º | Título            | Compositor(es)                                                                         | produtores(s) | Duração |  |
| 21. | "Stay(with Zedd)" | Alessia Cara Anton Zaslavski Anders Frøen Sarah Aarons Jonnali Parmenius Linus Wiklund | Zedd Wiklund  | 3:30    |  |

## Créditos
Vocais
- Alessia Cara – primary artist, vocals (todas as faixas)
- Pop & Oak – additional vocals

(faixas 5, 19, 20)
Instrumentation
- Alessia Cara – instrumentation(faixas 3, 6, 8, 13, 15)
- Pop & Oak – instrumentation(faixas 4, 5, 7, 14, 19, 20), keyboards (faixas 4, 5, 7, 14, 19, 20)
- Downtown Trevor Brown – instrumentation(faixas 7, 14), guitars(faixas 7, 14), drums(faixa 14)
- Zaire Koalo – instrumentation(faixas 7, 14), drum programming(faixas 7, 14)
- Ricky Reed – instrumentation(faixas 6, 13)
- Jon Sosin – guitar (faixa 2)
- Bianca McC – violin (faixa 2)
- Jon Levine – keyboard, bass and drum programming(faixa 2)
- Steve Wyreman – piano, Hammond B3, bass, guitar   (faixa 9)
- Nate Mercereau – guitar, French horn, trumpet(faixa 9)
- Stephen Feigenbaum – string arrangement(faixa 9)
- Brandyn Porter – acoustic guitar(faixa 10, 12)
- Rick Nowels – piano, pizzicato strings (faixa 11)
- Brian Griffin – live drums (faixa 11)
- Dean Reid – drum programming, live drums (faixa 11)
- Dylan Brady – bass, percussion, effects(faixa 11)
- Zac Rae – keyboards, strings, bass(faixa 11)
- Patrick Warren – strings(faixa 11)
- Eric Ruscinski – guitar, guitar arrangement(faixa 16)

Production
- Alessia Cara – executive production, production (faixas 3, 8, 15, 16)
- Tony Perez – executive production
- Robert Elazer – executive production
- Pop & Oak – production (faixas 1, 4, 5, 7, 14, 17, 18, 19, 20)
- Jon Levine – production (faixa 2)
- Ricky Reed – production (faixas 6, 13)
- Downtown Trevor Brown – co-production (faixas 7, 14)
- Zaire Koalo – co-production (faixas 7, 14)
- No I.D. – production (faixa 9)
- Steve Wyreman – production (faixa 9)
- ClickNPress – production (faixas 10, 12)
- Rick Nowels – production (faixa 11)
- Nate Mercereau – production(faixa 13)
- Frank Walker – additional production (faixa 19)
- Rain on Shine – additional production (faixa 20)

Technical
- Oak Felder – programming (faixas 1, 17, 18), engineering(faixas 1, 4, 5, 7, 14, 17, 18, 19, 20)
- Pop & Oak – programming (faixas 4, 5, 7, 14, 19, 20 )
- Inaam Haq – engineering(faixa 2)
- Downtown Trevor Brown – programming (faixas 7, 14)
- Zaire Koalo – programming (faixas 7, 14)
- Alessia Cara – engineering(faixas 3, 8, 15)
- Ethan Shumaker – engineering(faixas 6, 13)
- Keith Sorrels –   engineering(faixa 7), engineering assistance (faixas 1, 4, 5, 7, 14, 17, 18, 19, 20)
- Kieron Menzies –      engineering(faixa 11)
- Trevor Yasuda –    engineering(faixa 11)
- Chris Rockwell –  engineering(faixa 11)
- Dean Reid – engineering(faixa 11)
- Ryan Reault – recording engineering assistance (faixa 9)
- Casey Cuayo – recording engineering assistance (faixa 9)
- Juan Sebastian Rodriguez – vocals engineering(faixa 16)
- Gabriel Leal – recording engineering assistance (faixa 16)
- Manny Marroquin – mixing(faixas 1, 4, 5, 6, 7, 10, 11, 12, 13, 14, 17, 18, 19, 20)
- Matt Green]] – mixing(faixa 2)
- George Seara – mixing(faixa 3)
- Jimmy Douglass – mixing(faixas 8, 15)
- Javier Garza – mixing(faixa 16)
- Chris Gehringer - mastering(todas faixas)
- Jim Caruana – recording(faixa 9)
- Matt Anthony – recording(faixas 10, 12)
- Stephen Koszler – recording(faixas 10, 12)
- Simon Todkill – guitar recording(faixa 16)

Arte
- superduperbrick – capa & fotografia
- James McCloud – direção de fotografia
- Ashley Pawlak – Design
- Andy Proctor – Produção

AllMusic publicou a importância dos créditos ao album pelo fato de todas as letras serem escritas por Alessia. 

## Paradas
| Parada (2018)                  | Posição position |
| ------------------------------ | ---------------- |
| Albums Australianos (ARIA)     | 76               |
| Bélgica (Ultratop Flandres)    | 165              |
| Canadá (Billboard)             | 21               |
| Países Baixos (Dutch Charts)   | 78               |
| Estados Unidos (Billboard 200) | 71               |

## Histórico de lançamentos
| Região         | Encontro               | Formato             | Rótulo  | Ref.   |
| -------------- | ---------------------- | ------------------- | ------- | ------ |
| Austrália      | 30 de novembro de 2018 | CD digital download | Def Jam |        |
| Países Baixos  | 30 de novembro de 2018 | CD digital download | Def Jam | [ 28 ] |
| Estados Unidos | 30 de novembro de 2018 | CD digital download | Def Jam | [ 29 ] |